# عبدالاله رستاخیز
عبدالاله رستاخیز (۱۳۲۶–۱۳۵۸) یکی از شاعران اهل افغانستان بود.

## زندگی‌نامه
عبدالاله رستاخیز در ۲۹ حوت ۱۳۲۶ در هرات چشم به جهان گشود. پدرش عبدالرحیم جگرن نظامی ارتش شاهی بود و زندگی متوسطی داشت. وی لیسه عبدالرحمن جامی هرات را با درجه عالی به پایان رسانید و وارد فاکولته ادبیات و علوم بشری پوهنتون کابل شد. عبدالاله از جمله شاعران تاریخ معاصر جنبش دموکراتیک افغانستان بود.
دهه چهل را می‌توان اوج خیزش‌های مردمسالار و نزول نظام‌های استبدادی در منطقه و جهان محسوب کرد. دولت مستبد و سرکوبگر ظاهرشاهی نیز متأثر از جو حاکم جهانی و بیداری جنبش روشنفکری، برای ادامه حیاتش تن به یک سلسله آزادی‌های ظاهری داد که زمینه نفس کشیدن و تحرک جنبش جوان روشنفکری را تا حدی مساعد ساخت.
فقر ملت و بی‌کفایتی دولت در ابعاد گوناگون همه را به ستوه آورده بود و از جهت دیگر دموکراسی نیم‌بند شاهی پیش درآمدی بود برای تبارز نفرت بی‌پایان مردم نسبت به حکام و فضای بسته افغانستان. میدان عمل زمینه آزمایش برای گروه‌های مختلف سیاسی را مهیا نمود. درین وقت بود که خط فاصل بین روشنفکران واقعی و وطن دوست و روشنفکران دروغین ایجاد کرد.
عبدالاله رستاخیز هنگامی که محصل بود به یکی از چهره‌های درخشان جنبش دموکراتیک نوین افغانستان مبدل شد و فعالیت‌های مبارزاتی‌اش را در چوکات «سازمان جوانان مترقی» با نشریه «شعله جاوید» رونق بخشید.
رستاخیز با روحیه عالی انسانی، بی‌تفاوتی در برابر ستم و سکوت در مقابل جنایت را خیانت نابخشیدنی می‌شمرد و بدین سبب اندیشه‌هایش را با نظم، نثر و گام‌های استوار در محلات کارگری، پوهنتون‌ها، جاده‌ها و زندانها بی‌باکانه فریاد زد. زیرا اعتقاد داشت که روشنفکر باید متعهد به جامعه و مردمش باشد و به گوشه امن پناه نبرد.
«محفل هرات» جهت سر و سامان بخشیدن مبارزات حقجویانهٔ مردم به ابتکار عبدالاله بنیاد نهاده شد که به اعتقاد بعضی از آگاهان و فعالان سیاسی، ماهیت دولت شاهی و نفوذ و توطئه‌های روشنفکران تسلیم‌طلب دولت را برملا ساخت. همین محفل طی سالهای قحطی و تنگ دستی با بسیج توده‌ها دولت را جبرا وادار ساخت تا گندم انباشته شده را به مناطق آسیب دیده برساند. وسعت و محبوبیت مردمی «محفل هرات» که با نام رستاخیز گره ناگسستنی خورده هنوز در خاطره‌های هراتیان زنده است.
در سال ۱۳۴۷ استبداد شاهی بار دیگر اوج گرفت و موج سرکوب خیزش‌های مردمگرا شدت یافت. درست در اول می (روز جهانی کارگر) همین سال رستاخیز و یارانش که نقش کلیدی در بسیج کارگران و محصلان این مظاهره گسترده داشتند دستگیر و به زندان رفتند. دولت مستبد برای هر کدام از ۶ تا ۱۳سال حبس تعیین نمود. رستاخیز که هنوز محصل بود همراه با همقطارانش سالهای جوانی و پرکاری شان را در قفس شاهی در اسارت سپری کردند ولی در آنجا به بلوغ سیاسی رسیدند. رستاخیز، در زندان نیز رستاخیز نمود و تسلیم نشد. او همچون روشنفکران متردد به محافل میان تهی ادبی دل نباخت و رابطه‌اش را با ملتش از طریق شعر، داستان، نامه‌ها و رهنمودهای انقلابی ادامه داد. چنانچه در سال ۱۳۴۸ هنگامیکه اعتراضات عدالتخواهانه و ضد دولتی دوباره در هرات شکل گرفت و رستاخیز در زندان بود با سرودن شعری به همین مناسبت سهمش را چنین ادا کرد:

اینک اینک باز اندرصبحگاهی
این چنین روشن
خلق تاریخ آفرینش
انقلابی تودهٔ شاهین مزاج تیز بینش
مست و توفان‌خیز می‌آید به پیش
می‌زداید از رخ او گرد حرمان
باز می‌جوشد هریوا
باز می‌جنبد هریوا
باز می‌جوشد هریوا

رستاخیز شاعر بود و به رسالت شعر کاملاً آگاه. او به این گفته احمد شاملو که «شعر رهائی‌ست، نجات است و آزادی؛ و گلوله‌ای که به انجام کار شلیک می‌شود.» اعتقاد راسخ داشت و شعر را همچون حربه‌ای بسوی ارتجاع و استبداد «شلیک» می‌کرد. اشعار وی از سن و سالش پخته‌تر به نظر می‌رسند که تجلی از آگاهی و استعداد سرشارش دارد. در سراسر اشعار بجا مانده از وی صلابت، ظرافت و کوبندگی بی‌همتا در برابر ساطور استخوان شکن دشمنان آزادی و سعادت وطن برق می‌زند، به همین سبب در اعتراضات و اعتصابات آن زمان اشعارش بر زبان همگان جاری بود و همگام با راهپیمایان طنین‌انداز جاده‌ها و کوی و برزن می‌گشت. او شاعران عقیم و مردم‌گریز را هنگامیکه ۲۳ سال داشت به درستی تشخیص داده و خطاب به آنان سرود:

"پیغمبران شعر!
تاکی درون ظلمت شبها گریستن؟
یا در پناه پردهٔ پندارهای پوچ
برآستان عشق و هوس دیده دوختن؟"

رستاخیز پس از رهایی از زندان به ادامه تحصیل پرداخت و یکی از نمایندگان اتحادیه محصلان کابل شد. بعد از اخذ لیسانس بلاوقفه به شغل معلمی شتافت و سالها کار و فعالیت مبارزاتی‌اش را هم در همین قالب مناسب تدریس، تنظیم نمود. سلحشوری در برابر بی‌عدالتیها، برخورد سازنده، شخصیت متوازن، آگاهی، هنر تدریس، زبان شیوا و آگاهی دهی سالم،  رستاخیز را در هر کجایی که گام می‌نهاد، متبارز می‌ساخت به همین علل دشمنان ترقی افغانستان که از محبوبیت روزافزون مردمی او سخت در هراس بودند و در صدد گرفتن جانش برآمدند.
سرانجام با کودتای ۷ ثور ۱۳۵۷، عبدالاله رستاخیز همانند صدها مبارز ضد دولت به دور دست‌ترین منطقه افغانستان (غور) تبعید شد ولی سران خلقی و پرچمی که عناصر آگاه و مبارزی چون او را مانعی‌ای در برابر ادامه حاکمیت شان می‌دانستند، به غور نارسیده او را دستگیر و ولچک پیچ به زندان پلچرخی منتقل نمودند. رستاخیز شکنجه و اذیت و آزارهای چندین ماهه را تحمل نمود اما تسلیم نشد، تا اینکه در یکی از روزهای خزانی ۱۳۵۸، رستاخیز را به پولیگون مرگ‌آور سپردند.

از اینجا از دل تاریک این زندان دردانگیز
شکستم این سکوت تلخ
تا بار دگر خوانم
که مرگ ما پر قو نیست
کوه است و گران‌سنگ است.

عبدالاله رستاخیز تا پای جان رزمید و با نفرت عمیق به دشمنان انسانیت راه عدالتخواهی و مردمگرایی را با نثار جانش به درگاه تاریخ روزگار حک کرد. اگرچه نوشته‌ها و اشعار او تا اکنون به چاپ نرسیده‌اند اما تاریخ آزادی‌خواهی افغانستان نقش برازنده و انقلابی رستاخیز را هم در عرصه شعر مقاومت و هم مبارزاتش را در کنار سایر جان‌باختگان راه آزادی محفوظ خواهد داشت.